# Invasão sueca da Polônia (1701–1706)
A invasão sueca da Polônia (1701–1706), também conhecida como invasão de Carlos XII da Polônia ou a frente polonesa da Grande Guerra do Norte, foi um conflito no leste europeu ofuscado pela Grande Guerra do Norte em andamento, travada entre a Suécia, de um lado, e a Rússia, Dinamarca-Noruega, Saxônia e a República das Duas Nações do outro lado. A frente polonesa foi uma parte importante do conflito maior, e incluiu algumas batalhas decisivas em favor dos suecos que contribuíram para a duração da guerra (21 anos).

## Antecedentes
Augusto, o Forte havia conquistado a coroa polonesa pela força militar após uma eleição violenta. Entre seus oponentes estavam os primazes da Polônia, notavelmente o cardeal Michał Stefan Radziejowski, arcebispo de Gniezno, bem como a poderosa família Sapieha. Embora essas facções tivessem prometido não trabalhar contra Augusto, o acordo era muito instável. Para aumentar sua própria autoridade e reprimir quaisquer elementos rebeldes dentro de seu país, o monarca eleito considerava uma invasão da Livônia Sueca como a melhor escolha: isso não apenas restauraria uma parte das antigas conquistas territoriais da Polônia, mas também reduziria a capacidade do Império Sueco de interferir nos assuntos poloneses. Com apoio prometido do czar Pedro na Rússia, e o conflito em andamento da Suécia com a Dinamarca-Noruega no oeste, o monarca polonês acreditava que seria uma vitória fácil. Isso foi contestado pela nobreza, no entanto, e suas ambições não foram bem recebidas entre seus conselheiros, que apontaram que a Polônia-Lituânia não estava aliada com a Dinamarca nem com a Rússia no conflito sueco. Simultaneamente, Carlos XII anunciou suas intenções de manter a paz com a República das Duas Nações, mas que tal coisa dificilmente seria possível enquanto Augusto permanecesse no trono. Consequentemente, a liderança sueca emitiu uma declaração de guerra contra Augusto pessoalmente, mas não contra sua nação, e Carlos XII começou a mobilizar a nobreza polonesa contra seu rei.
Sem fazer da abdicação de Augusto II uma condição absoluta, Carlos XII dedicou todos os seus esforços para alcançar esse objetivo. A ambição sueca era criar um governo polonês poderoso que fosse capaz de manter independência dos inimigos da Suécia, bem como cooperar com a Suécia contra essas nações. No entanto, a nobreza pró-sueca pouco podia fazer para derrubar Augusto, que recebia apoio de muitas formas do Império Russo, e em 1701 a Polônia-Lituânia estava à beira da guerra civil.

## Invasão
Após forçar um tratado de paz com a Dinamarca e aniquilar o exército russo na Narva, o plano de Carlos XII era derrotar o exército saxão; uma necessidade para o exército sueco marchar para Pskov e Moscou e dar o golpe final contra a Rússia. As duas forças colidiram no dia 9 de julho (calendário sueco) de 1701 perto da cidade sueca de Riga. Os saxões haviam se entrincheirado com apoio de artilharia pesada ao sul do rio Düna, mas quando os suecos atacaram suas baixas foram limitadas a 100 homens mortos, devido à má precisão da artilharia inimiga e à água que anulou os projéteis explosivos. As linhas saxãs desmoronaram assim que o exército sueco desembarcou na margem do rio, e até 2.000 dos soldados de Augusto foram mortos. No entanto, o exército saxão e seus reforços russos conseguiram recuar e manter uma força considerável perto da fronteira sueca. Carlos XII foi então forçado a escolher entre marchar para a Polônia e ser atacado pelas costas pelos russos ou o contrário. Ele escolheu o primeiro, e assim a invasão da Polônia havia começado.
Após esmagar seus inimigos mais uma vez na batalha de Kliszów, Carlos XII considerou um ataque rápido à Saxônia para destruir o centro do governo de Augusto (a Polônia-Lituânia e a Saxônia estavam em união pessoal neste momento, e o governo polonês estava localizado na Saxônia). No entanto, ele rejeitou essa ideia, em parte porque as potências navais da Europa haviam afirmado que tal operação no Sacro Império Romano beneficiaria o rei francês Luís XIV, que estava em guerra com Leopoldo I na Guerra da Sucessão Espanhola. Outro fator importante para o abandono da campanha foi a intenção de Carlos XII de criar uma oposição pública contra Augusto na Polônia, o que seria difícil se o povo fosse vítima de uma invasão sueca. Por causa disso, as próximas campanhas de Carlos XII seriam direcionadas a destruir o militar polonês no campo enquanto evitava cercos ou escaramuças. Apenas esmagando o exército polaco-lituano, Carlos XII pensava que seria capaz de virar o povo polonês contra Augusto.

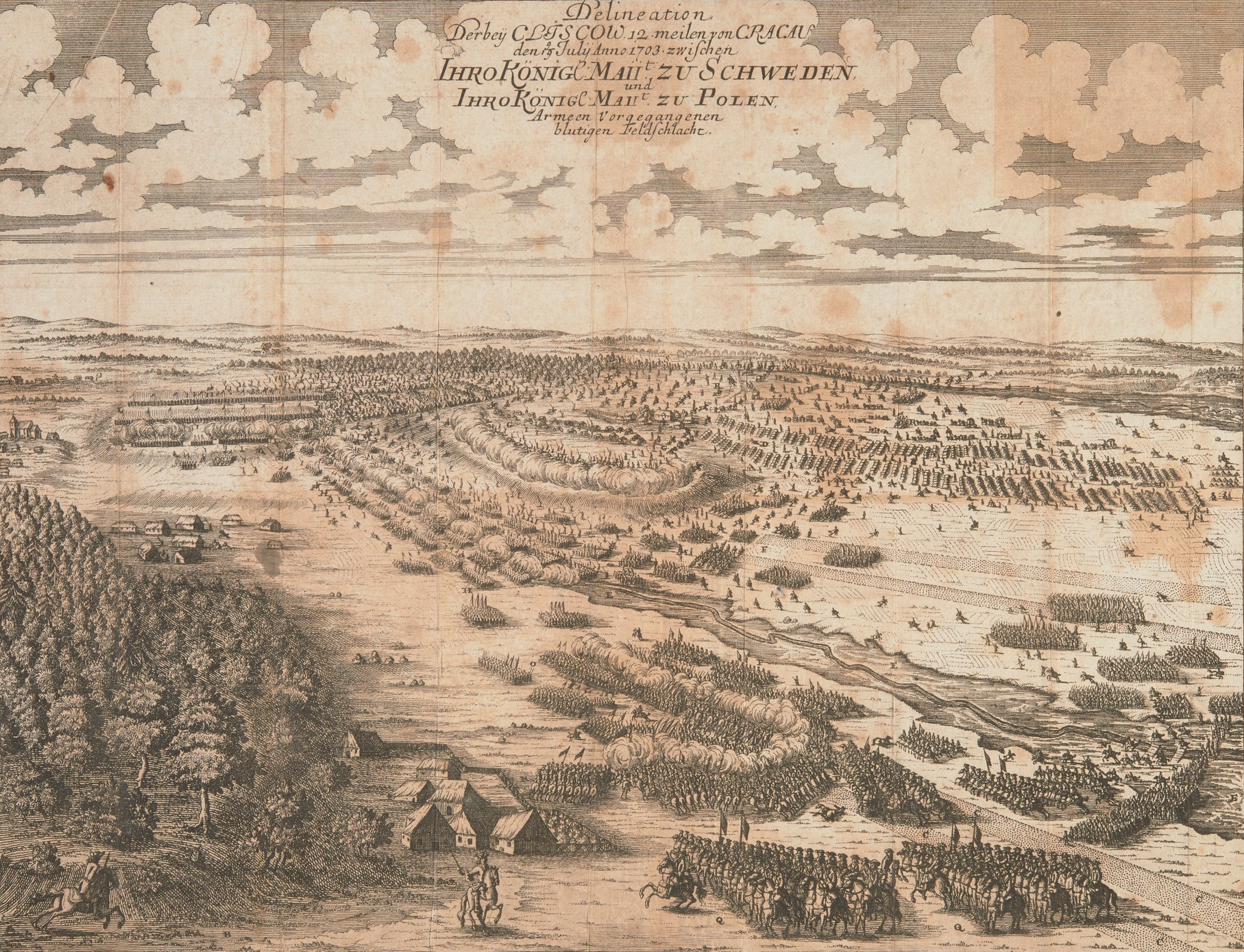
Batalha de Kliszów

O rei deixou suas tropas descansarem perto de Cracóvia, onde quebrou o osso da coxa em um acidente de equitação (uma ferida que o afetaria pelo resto da vida). Enquanto isso, Augusto havia tentado reunir seus apoiadores para criar uma confederação e usar força militar para manter a Grande Polônia submissa, após o que tentou fortalecer os laços diplomáticos com Frederico I da Prússia. No entanto, seus planos foram arruinados quando Carlos XII derrotou o exército polonês em Pułtusk e tomou a cidade de Toruń após um cerco rápido.
Com sua posição ameaçadora perto das fronteiras do Prússia, Carlos XII convenceu Frederico a assinar um pacto de não-agressão com o império sueco (algo que seria violado por Frederico em 1715, quando a Prússia atacou assentamentos suecos no norte da Alemanha). Augusto mais uma vez tentou reunir apoiadores em Lublin, mas o parlamento da Polônia estava dividido quando os oficiais da Grande Polônia se recusaram a aceitar Augusto como seu rei.

## Stanisław Leszczyński

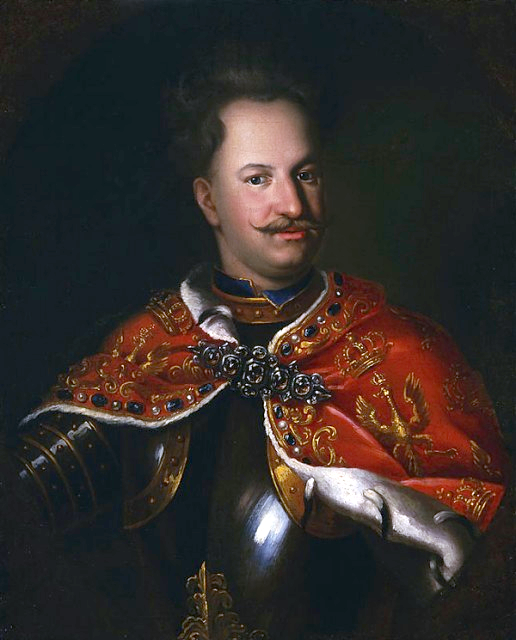
Stanisław I Leszczyński como rei da Polônia, sendo eleito em 1704

O voivoda de Poznań, Stanisław Leszczyński, organizou uma confederação na Grande Polônia em protesto contra as ações de Augusto. A confederação eventualmente ganhou muitos apoiadores, muitos dos quais temiam uma invasão russa e acreditavam que a proteção sueca era a única maneira de se defenderem. Até o cardeal Radziejowski, que anteriormente havia falado sobre a importância da neutralidade, agora afirmava que uma aliança com os suecos era necessária para a sobrevivência da Polônia.
Uma confederação em Varsóvia entre janeiro e fevereiro de 1704 declarou que o rei Augusto não era mais rei da Polônia, e uma nova eleição teve lugar. No entanto, antes que a eleição pudesse começar, o principal candidato ao trono polonês, Jakub Ludwik Sobieski, foi preso pelas forças de Augusto e permaneceria na prisão por dois anos junto com seu irmão, Konstanty. Ainda assim, os esforços do rei foram em vão, e sob a proteção do exército sueco os membros do conselho na Grande Polônia puderam eleger com segurança Stanisław Leszczyński como rei da Polônia-Lituânia em 2 de julho de 1704. Seu título real seria Stanisław I (o sobrenome Leszczyński ainda permaneceria em uso). Carlos XII então decidiu mirar um golpe decisivo contra as regiões que apoiavam Augusto, ou seja, a Pequena Polônia, mas enquanto Carlos XII estava sitiando Lwów, Augusto moveu suas forças para o norte para se unir com o exército saxão recém-chegado e atacar a cidade indefesa de Varsóvia, capturando Arvid Horn.
Temendo retaliação sueca, Augusto então se moveu para o oeste em uma manobra evasiva, levando suas forças de cavalaria em direção a Cracóvia para atrair os suecos para o sul enquanto o exército principal liderado por Schulenburg levaria o grande exército de volta à Saxônia. Mas Carlos XII não seria enganado e imediatamente perseguiu Schulenburg para aniquilar o grande exército saxão. Após uma marcha extraordinária (500 km em nove dias), as tropas suecas alcançaram os saxões em retirada em Poniec, perto da fronteira da Silésia. Em uma batalha forçada em 28 de outubro de 1704, Carlos XII perseguiu um certo número de tropas saxãs com seus 2.300 cavaleiros, mas o exército de Schulenburg não foi completamente destruído. Durante 1705, a facção que apoiava Stanisław e os suecos cresceu consideravelmente, e o novo rei pôde ser coroado em setembro, e com sua nova autoridade como rei Stanisław assinou o tratado de Varsóvia, encerrando a guerra polaco-sueca. Sob a influência de Carlos XII, o tratado incluía que a Polônia se juntaria à guerra contra a Rússia e que os protestantes poloneses receberiam certos direitos para exercer sua fé.

## Guerra na Saxônia
Quando a luta entre a Suécia e a Polônia havia cessado, restava a tarefa para Carlos XII de garantir a nova ordem contra tentativas de golpe dos saxões e do aliado de Augusto, o czar Pedro. Durante todo o tempo da guerra, Pedro havia tentado desesperadamente modernizar seu exército desatualizado após a derrota em Narva, mesmo que o militar russo fosse adequado para operar contra cidades mal defendidas nas províncias bálticas suecas. Após as falhas de Wolmar von Schlippenbach nas batalhas de Erastfer e Hummelshof, os russos haviam conquistado Nöteborg e Nyenskans, bem como iniciado a construção de Petersburgo, que se tornaria sua primeira base naval no mar Báltico. Durante 1704, Dorpat e Narva também foram perdidos. No entanto, os russos haviam falhado em expulsar os suecos da Curlândia, e assim os suecos permaneceram no controle do mar Báltico oriental e foram capazes de manter um fornecimento constante de recursos para o exército na Polônia. Isso foi creditado a Adam Ludwig Lewenhaupt por suas vitórias em Jakobstadt e Gemauerthof.
Para ganhar vantagem na Grande Guerra do Norte, Pedro estava ansioso para fortalecer o poder de Augusto na Polônia. Para esse propósito, ele havia enviado uma grande força para a área e no outono de 1705 ele pessoalmente se encontrou com Augusto em Grodno para negociar sobre que ações deveriam ser tomadas. Enquanto Carl Gustaf Rehnskiöld protegia a Polônia ocidental, Carlos XII rapidamente conduziu seus homens em direção a Grodno no final do ano de 1705, esperando capturar Augusto, que estava protegido por uma força-tarefa russa sob o marechal de campo Georg Benedict Ogilvy. Augusto havia ouvido sobre o avanço sueco e rapidamente escapou da cidade junto com uma grande força de cavalaria e então tentou atacar o exército de Rehnskiöld junto com um exército russo-saxão sob Matthias von der Schulenburg. No entanto, as táticas excelentes e ofensivas implacáveis de Rehnskiöld rapidamente dominaram o inimigo numericamente superior na batalha de Wschowa, e de 20 000 tropas da aliança apenas um quarto conseguiu escapar enquanto a Suécia perdeu apenas 400 homens.
Com a vitória sueca decisiva, a ameaça da Saxônia havia desaparecido, e Carlos XII agora podia se concentrar em expulsar os russos do leste da Polônia. Ele invadiu a Saxônia e impôs a paz de Altranstädt em 14 de setembro de 1706, na qual Augusto renunciou suas reivindicações ao trono polonês e reconheceu a liderança de Stanisław.

## Consequências
Neste momento, a Grande Guerra do Norte não era mais um conflito isolado e começou a envolver as grandes potências da Europa ocidental conforme a reputação de Carlos como um gênio militar invicto se espalhava. A Prússia, que havia mantido uma postura de neutralidade, agora forjou uma aliança com a Suécia em agosto de 1707, possivelmente por medo ao invés de ganhos táticos. Luís XIV da França também prestou muita atenção ao conflito e procurou Carlos XII com uma proposta de que a Suécia se juntasse à Guerra da Sucessão Espanhola em andamento. Por algum tempo isso foi um evento muito possível, pois o Sacro Império Romano havia apoiado Augusto na guerra, bem como recebido tropas da aliança em fuga, mas as esperanças francesas de apoio sueco foram perdidas quando o estadista inglês John Churchill Marlborough visitou pessoalmente Carlos XII e implorou para que ele não interviesse. O Imperador do Sacro Império assinou um tratado com a Suécia em 22 de agosto de 1707, onde fez reparações ao rei sueco e concordou em dar aos protestantes na Silésia mais direitos religiosos. Isso também foi um sinal aos não-católicos no resto do Império - particularmente a Hungria - de que se eles entrassem em conflito com o governo católico, então a Suécia os ajudaria. Depois disso, o Imperador foi cuidadoso para não tomar medidas contra a Suécia, aumentando ainda mais a imagem de Carlos XII como um governante temido e poderoso na Europa. No ano seguinte, Carlos XII lançou a invasão da Rússia.

## Batalhas
Fontes:
| Batalha     | Números suecos | Números da coalizão | Baixas suecas | Baixas da coalizão | Resultado           |
| ----------- | -------------- | ------------------- | ------------- | ------------------ | ------------------- |
| Düna        | 7.000          | 13.000              | 500           | 2.000              | Vitória sueca       |
| Tryškiai    | 900            | 1.000–2.000         | 28            | 140                | Vitória sueca       |
| Darsūniškis | 240            | 6.000               | 145           | Desconhecido       | Vitória da coalizão |
| Vilnius     | 2.500–3.000    | 3.000               | 50            | 100                | Vitória sueca       |
| Kliszów     | 12.000         | 23.800              | 1.100         | 4.400              | Vitória sueca       |
| Saločiai    | 1.100          | 6.000               | 167           | 1.500              | Vitória sueca       |
| Pułtusk     | 3.000          | 3.500               | 58            | 1.200              | Vitória sueca       |
| Toruń       | 26.000         | 6,000               | 50            | 5.860              | Vitória sueca       |
| Jakobstadt  | 5.500          | 15,000              | 224           | 2.817              | Vitória sueca       |
| Poznań      | 2.700          | 6,200               | 300           | 1.000              | Vitória sueca       |
| Lemberg     | 1.500–2.000    | 600                 | 30–40         | 580–590            | Vitória sueca       |
| Poniec      | 5.200          | 4.100               | 230           | 500                | Inconclusivo        |
| Oderbeltsch | Desconhecido   | 1.200               | Desconhecido  | 1.200              | Vitória sueca       |
| Tillendorf  | 1.500          | 600                 | Desconhecido  | 519                | Vitória sueca       |
| Palanga     | 387            | 2.000–2.100         | 60            | 350                | Vitória sueca       |
| Gemauerthof | 7.000          | 13.000–20.000       | 1.900         | 5.000              | Vitória sueca       |
| Varsóvia    | 2.000          | 9.500               | 292           | 1.000              | Vitória sueca       |
| Mitau       | 900            | 10,000              | Desconhecido  | Desconhecido       | Vitória da coalizão |
| Praga       | 1.000–1.500    | 5.000               | 200           | 250                | Vitória sueca       |
| Grodno      | 34.000         | 41.000              | 3.000         | 15.000–17.000      | Vitória sueca       |
| Fraustadt   | 9.400          | 20.000              | 1.400         | 14.677–15.277      | Vitória sueca       |
| Valkininkai | 1.000          | 4.600               | 60            | 290                | Vitória sueca       |
| Nyasvizh    | 500            | 1.125               | 50            | 700                | Vitória sueca       |
| Kletsk      | 1.500          | 4.700               | 31            | 4.070              | Vitória sueca       |
| Lachowicze  | 1.950          | 1.400               | Desconhecido  | 1.361              | Vitória sueca       |
| Piertkova   | Desconhecido   | Desconhecido        | 600           | Desconhecido       | Vitória da coalizão |
| Kalisz      | 14.000         | 30.000              | 4.900         | 3.000              | Vitória da coalizão |